# Élections législatives de 1951 en Lozère
Les élections législatives françaises de 1951 se tiennent le 17 juin. Ce sont les deuxièmes élections législatives de la Quatrième République.

## Mode de scrutin
Représentation proportionnelle plurinominale suivant la méthode du plus fort reste dans 103 circonscriptions, conformément à la loi des apparentements : les listes qui se sont « apparentées » avant l'élection remportent tous les sièges de la circonscription si leurs voix ajoutées obtiennent la majorité absolue des suffrages exprimés. Il y a 629 sièges à pourvoir.
Le vote préférentiel est admis. 
Dans le département de la Lozère, deux députés sont à élire.

## Candidats

### Liste d'union des républicains
Liste soutenue par le Parti communiste français, l'Union des républicains progressistes et la Gauche indépendante.
| N° | Candidats | Candidats           | Parti | Principales fonctions                                                           |
| -- | --------- | ------------------- | ----- | ------------------------------------------------------------------------------- |
| 01 |           | Gilbert de Chambrun | URR   | Ancien chef régional des FFI du Languedoc, diplomate, député sortant, Marvejols |
| 02 |           | Marcel Astruc       | DVG   | Pharmacien à Langogne                                                           |

### Liste du Rassemblement des groupes républicains et indépendants français
| N° | Candidats | Candidats                 | Parti | Principales fonctions                                                 |
| -- | --------- | ------------------------- | ----- | --------------------------------------------------------------------- |
| 01 |           | Henri Trémolet de Villers | RGRIF | Avocat à Mende, conseiller général du canton de Châteauneuf-de-Randon |
| 02 |           | Eugène Brossier           | RGRIF | Industriel à Marvejols                                                |

### Liste d'Union des indépendants, des paysans et des républicains nationaux
| N° | Candidats | Candidats                    | Parti | Principales fonctions                                                                                     |
| -- | --------- | ---------------------------- | ----- | --- |
| 01 |           | Jean Mazel                   | CNIP  | Avoué, maire de Mende, conseiller général du canton du Bleymard, député sortant                           |
| 02 |           | André de Villeneuve-Bargemon | CNIP  | Ingénieur technique d'agriculture, maire de Grèzes, conseiller général du canton de Saint-Germain-du-Teil |

### Liste du Rassemblement du peuple français
| N° | Candidats | Candidats                      | Parti | Principales fonctions                                                    |
| -- | --------- | ------------------------------ | ----- | ------------------------------------------------------------------------ |
| 01 |           | Émérentienne Marie de Lagrange | RPF   | Avocate, conseillère municipale de Clermont-Ferrand, ancienne résistante |
| 02 |           | Joseph Rousset                 | RPF   | Propriétaire exploitant                                                  |

### Liste du Mouvement républicain populaire
| N° | Candidats | Candidats              | Parti | Principales fonctions                                              |
| -- | --------- | ---------------------- | ----- | ------------------------------------------------------------------ |
| 01 |           | Jean Augustin Buffière | MRP   | Notaire, conseiller général du canton de Saint-Alban-sur-Limagnole |
| 02 |           | Émile Durand           | MRP   | Ingénieur                                                          |

### Liste du Parti socialiste SFIO
| N° | Candidats | Candidats        | Parti | Principales fonctions                                                          |
| -- | --------- | ---------------- | ----- | ------------------------------------------------------------------------------ |
| 01 |           | Georges Brutelle | SFIO  | Instituteur, ancien résistant déporté                                          |
| 02 |           | Henri Malacrida  | SFIO  | Professeur, ancien résistant, chargé de mission dans les cabinets ministériels |

### Liste de l'Union démocratique et socialiste de la résistance
| N° | Candidats | Candidats    | Parti | Principales fonctions |
| -- | --------- | ------------ | ----- | --------------------- |
| 01 |           | Claude Warin | UDSR  | Agent commercial      |
| 02 |           | Hélène Warin | UDSR  | Ménagère              |

## Élus
| Député sortant      | Parti | Parti | Député élu ou réélu | Parti | Parti |
| ------------------- | ----- | ----- | ------------------- | ----- | ----- |
| Gilbert de Chambrun |       | URR   | Gilbert de Chambrun |       | URR   |
| Jean Mazel          |       | CNIP  | Jean Mazel          |       | CNIP  |

## Résultats

### Résultats à l'échelle du département
- Les listes du CNIP, du RPF et du MRP se sont apparentées.
- Leurs voix cumulées représentant moins de 50% des exprimés, les sièges sont répartis à la proportionnelle entre tous les partis.
- Le score de l'apparentement est considéré comme celui d'une liste pour la répartition générale, ensuite la répartition interne des sièges entre apparentées se fait également à la proportionnelle.

| Parti    | Parti    | Tête de liste                  | Résultats | Résultats | Sièges |  |
| Parti    | Parti    | Tête de liste                  | Voix      | %         |        |  |
| -------- | -------- | ------------------------------ | --------- | --------- | ------ |  |
|          | URR-PCF  | Gilbert de Chambrun            | 15 017    | 33,79     | 1      |  |
|          | RGRIF    | Henri Trémolet de Villers      | 9 200     | 20,70     | 0      |  |
|          | CNIP *   | Jean Mazel                     | 8 427     | 18,96     | 1      |  |
|          | RPF *    | Émérentienne Marie de Lagrange | 6 647     | 14,96     | 0      |  |
|          | MRP *    | Jean Buffière                  | 2 974     | 6,69      | 0      |  |
|          | SFIO     | Georges Brutelle               | 1 791     | 4,03      | 0      |  |
|          | UDSR     | Claude Warin                   | 1         | 0,00      | 0      |  |
|          |          |                                |           |           |        |  |
| Inscrits | Inscrits | Inscrits                       | 57 513    | 100,00    | 2      |  |
| Votants  | Votants  | Votants                        | 45 976    | 79,94     |        |  |
| Exprimés | Exprimés | Exprimés                       | 44 447    | 96,67     |        |  |